# ارسیله
ارسیله (به ترکی آذربایجانی: Ərsilə) یک منطقه مسکونی در جمهوری آذربایجان است که در شهرستان یاردیملی واقع شده است. ارسیله ۴۲۱ نفر جمعیت دارد.